# Dan Zahavi

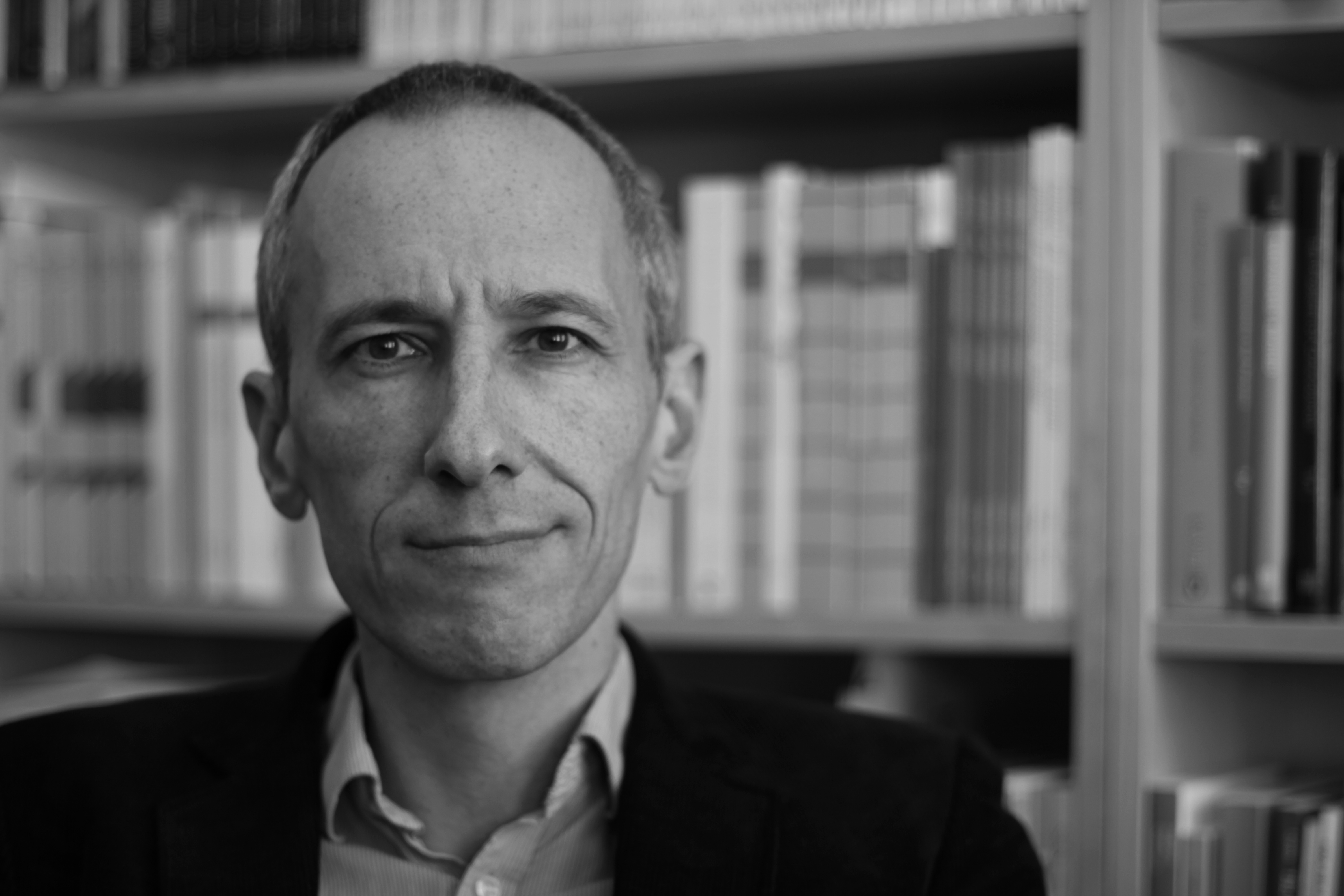
Dan Zahavi (2014)

Dan Zahavi (* 6. November 1967 in Kopenhagen) ist ein dänischer Philosoph. Er ist gegenwärtig Professor für Philosophie an der Universität Kopenhagen und Leiter des Zentrums für Subjektivitätsforschung der Nationalen Forschungsstiftung Dänemarks. Seine Schwerpunkte sind Phänomenologie im Anschluss an Edmund Husserl und Bewusstseinsphilosophie. Zahavi ist Mitherausgeber der Zeitschrift Phenomenology and the Cognitive Sciences und ehemaliger Präsident der Nordischen Gesellschaft für Phänomenologie. Er ist Mitglied der Königlich Dänischen Akademie der Wissenschaften.

## Ausgewählte Werke
- Intentionalität und Konstitution (1992)
- Husserl und die transzendentale Intersubjektivität (1996)
- Alterity and Facticity (hrsg. mit Natalie Depraz) (1998)
- Self-awareness and Alterity (1999)
- One Hundred Years of Phenomenology (hrsg. mit Frederik Stjernfelt) (2002)
- The Structure and Development of Self-consciousness (hrsg. mit Thor Grünbaum und Josef Parnas) (2004)
- Hidden Resources (Hrsg.) (2004)
- Subjectivity and Selfhood (2005)
- Phänomenologie für Einsteiger (2007)
- The Phenomenological Mind (zusammen mit Shaun Gallagher) (2008)
- Husserls Phänomenologie (2009)
- Self, No Self? (hrsg. mit Evan Thompson und Mark Siderits)
- Self and Other (2017)
- Husserl's Legacy: Phenomenology, Metaphysics, and Transcendental Philosophy. Oxford University Press (2017).
- Phenomenology: The Basics. Routledge (2019/2025).
- Being We: Phenomenological Contributions to Social Ontology. Oxford University Press (2025).